# Pseudechetus fimbriatus
Pseudechetus fimbriatus is een eenoogkreeftjessoort uit de familie van de Caligidae. De wetenschappelijke naam van de soort is voor het eerst geldig gepubliceerd in 1979 door Prabha & Pillai.